# Gmina Beaver (hrabstwo Dallas)

Położenie Gminy Beaver w hrabstwie Dallas

Gmina Beaver (ang. Beaver Township) – gmina w USA, w stanie Iowa, w hrabstwie Dallas. Według danych z 2000 roku gmina miała 500 mieszkańców, a jej powierzchnia wynosi 92,89 km².